# Седрік Віллані
Седрік Віллані (фр. Cédric Villani, нар. 5 жовтня 1973 Брив-ла-Гаярд, Франція) — французький математик, лауреат премії Філдса 2010 року. Працює в галузі рівнянь з частинними похідними та математичної фізики.

## Біографія
Віллані навчався в Вищій нормальній школі в 1992—1996 роках. 1998 року захистив докторську дисертацію в університеті Париж-Дофін під науковим керівництвом П'єр-Луї Ліона. У 2000 році стає професором École Normale Supérieure de Lyon, у 2009 — директором паризького інституту Анрі Пуанкаре.

## Наукова праця
Наукова робота Віллані зосереджена на теорії рівнянь з частинними похідними та їх використанні в статистичній механіці, в першу чергу в рівнянні Больцмана. Разом із Клеманом Муо він також працював з нелінійним загасанням Ландау. Інші наукові роботи стосуються теорії оптимального транспортування та її застосування в диференційній геометрії.
Філдсівську премію одержав за роботу над загасанням Ландау та рівнянням Больцмана.

## Нагороди та визнання
- 2001:Louis Armand Prize
- 2003:Cours Peccot[fr]
- 2006:Доповідач на Міжнародному конгресі математиків у Мадриді
- 2007:Премія Жака Ербрана (Французька Академія Наук)
- 2008:Премія Європейського математичного товариства[14]
- 2009:Премія Ферма[15]
- 2009:Премія Пуанкаре[en][16]
- 2009:Лицар Ордену «За заслуги»
- 2010:Премія Філдса[17]
- 2011:лицар Ордену Почесного легіону
- 2012:член Європейської Академії
- 2013:член Французької академії наук[18]
- 2013:Гіббсовська лекція[19]
- 2014:Золота медаль Пія XI[en]
- 2014:Joseph L. Doob Prize[de]
- 2015:Ейлеровська лекція
- 2016:член Папської академії наук
- 2017:Лекція Гаусса[en]

## Доробок
- Mathematical Topics in collisional kinetic theory. In: Denis Serre, Susan Friedlander (Herausgeber): Handbook of mathematical fluid dynamics. Band 1, Elsevier 2002.
- Topics in Optimal Transportation. American Mathematical Society 2003.
- Optimal transport, old and new (= Grundlehren der mathematischen Wissenschaften Band 338). Springer Verlag, Berlin/Heidelberg 2009, ISBN 978-3-540-71049-3.
- Optimal transportation, dissipative partial differential equations and functional inequalities (Lecture notes in Mathematics, Band 1813). Springer Verlag, 2002 (Caffarelli, Salsa Herausgeber).
- Limites hydrodynamiques de l’équation de Boltzmann (d'après C. Bardos, F. Golse, C. D. Levermore, P.-L. Lions, N. Masmoudi, L. Saint-Raymond), Séminaire Bourbaki Nr. 893, Juni 2001, Astérisque Band 282, 2002.
- mit G. Toscani: Sharp entropy dissipation bounds and explicit rate of trend to equilibrium for the spatially homogeneous Boltzmann equation, Commun. Math. Phys., Band 203, 1999, S. 667—706
- mit G. Toscani: On the trend to equilibrium for some dissipative systems with slowly increasing a priori bounds, J. Stat. Phys., Band 98, 2000, S. 1279—1309
- A review of mathematical topics in collisional kinetic theory. In: Handbook of mathematical fluid dynamics, North-Holland, Band 1, 2002, S. 71–305.
- Cercignani's conjecture is sometimes true and always almost true, Commun. Math. Phys., Band 234, 2003, S. 455—490
- mit Laurent Desvillettes: On the trend to global equilibrium for spatially inhomogeneous kinetic systems: The Boltzmann equation, Inventiones Mathematicae, Band 159, 2005, S. 245—316
- Mathematics of granular materials. In: J. Statistical Physics. Band 124, 2006, S. 781—822.
- Hypocoercivity, Memoirs American Mathematical Society, Band 202, 2009.
- mit C. Mouhot: On Landau damping, Acta Mathematica, Band 207, 2011, S. 29–201, Arxiv
- Das lebendige Theorem, S. Fischer, Frankfurt am Main 2013, ISBN 978-3-10-086007-1 (original: Théorème vivant, Bernard Grasset, Paris 2012). Review von Jacques Hurtubise, Notices AMS, 2014, Nr.2, pdf
- Les Coulisses de la création, Flammarion, Paris 2015 (mit Komponist und Pianist Karol Beffa)